# شهرک سرتنگ
شهرک سرتنگ، روستایی در دهستان زنگوان بخش کارزان شهرستان سیروان در استان ایلام ایران است. این روستا، مرکز دهستان زنگوان است.

## جمعیت
بر پایه سرشماری عمومی نفوس و مسکن در سال ۱۳۹۵، جمعیت این روستا برابر با ۷۸۶ نفر (۲۲۳ خانوار) بوده است.